# Скайсёрфинг
Скайсёрфинг — прыжки с лыжей на выполнение различных фигур в свободном падении — относительно молодой вид парашютного спорта.
За короткий срок получил бурное развитие. Человек, делающий различные фигуры в воздухе с доской (широкой закруглённой лыжей, похожей на сноуборд), называется лыжником. Аэродинамика лыжника сильно отличается от простого свободного падения при прыжке с парашютом, поэтому прыжки с лыжей считаются практически другим видом спорта.
В кино и рекламе эпизоды со скайсёрфингом используются для создания впечатления стремительности, экстрима, предельных человеческих возможностей, скорости и лёгкости свободного полета.
Привлекаемая команда обычно состоит из двух человек — лыжника и оператора. Делая каждый свою работу, лыжник и оператор не забывают и о взаимодействии друг с другом. Вертикальная скорость падения составляет примерно 230 км/ч.
Скайсёрфинг — экстремальный и достаточно опасный спорт. В свободном полёте могут сложиться непредвиденные обстоятельства. Чтобы лыжа не мешала в аварийных ситуациях, существует механизм её отцепки.

## Скайсёрфинг и другие виды искусства
Скайсёрфинг — очень зрелищный вид спорта, и, естественно, он не мог длительное время оставаться известным лишь в узких кругах парашютного спорта. Всё чаще этот вид спорта можно увидеть в телевизионных заставках, рекламных роликах и в художественных фильмах.
Ярким примером такого органичного симбиоза скайсёрфинга и других видов искусства может служить деятельность Скотта Смита (Scott Smith), американца, одного из основателей скайсёрфинга, Чемпиона мира по фристайлу 1995 года, серебряного медалиста кубка мира по скайсёрфингу, чемпиона Америки по фристайлу 1996-го и 1997-го годов, топ-скайсёрфера X-Games в Америке. Это участие в многочисленных рекламных проектах (Energizer, Verizon, Coca-Cola, Sprite, Nissan) и громких голливудских блокбастерах (XXX (с Вином Дизелем), Cutaway, 24, Terminal Velocity).

## Авторские материалы о скайсёрфинге
- Об истории скайсерфинга — Автор Михаил Иванов, статья со SkySport.ru
- Вращаясь над облаками — Автор: Мария РЯБИКОВА
- Василий РОДИН: В современном скайсерфинге присутствуют все возможные приемы видеосъемки — Автор: Мария РЯБИКОВА
- Семнадцатилетний — Автор: Мария РЯБИКОВА
- Что такое скайсерфинг? — Автор: Дмитрий ОВОДЕНКО

## Видео скайсерфинга
- Специальное мероприятие команды Воздух на новый 2004 год. (18,6 Мб) (недоступная ссылка)
- Скайсерф команда Priis: Первая собака скайсерфер (7,69 Мб) (недоступная ссылка)
- ТНТ (Мир увлечений) — Передача о скайсерфинге (53,6 Мб) (недоступная ссылка)
- Выступление команды Воздух — Россия 2004 (19,8 Мб) (недоступная ссылка)